# なかねかな
なかねかな（1995年12月6日 - ）は、日本のタレント、女優、歌手、YouTuber、TikToker。東京都出身。ユニット「なかねかな。」のヴォーカル。

## 人物・来歴
19歳で劇団四季の研究生に合格するもダンスの評価が低く退団を余儀なくされる。

2018年　3月、4月、アメリカ、ニューヨークにあるアポロシアターにてアマチュアナイトに出演。1stラウンドでは2位を獲得。

2019年　2月、AbemaTV「いきなりマリッジ2」に出演。同年SNSに特化したクリエイター事務所Kiiicubeへ所属する（2020年退社）。11月、ミュージカル「小公女セーラ」(主演、岩崎春果、平塚日菜）に出演し、大林素子らと共演。

2020年　1月頃よりTikTokで日常を切り取った歌ネタの投稿を開始。あるあるネタ、実体験エピソード、役に立たない雑学などを自ら作詞し、4つのコードを駆使し作曲する”ゆでたまご安井“と二人で歌ネタを公開。「なかねかな」がユニット名も兼ねるとした。

2021年　5月に投稿した「モテすぎて草、誘ってて森」が公開より1ヶ月で約700万回視聴。約10万本のユーザー動画も約2.5億万回以上も視聴される事態に。7月、「モテすぎて草、誘ってて森」でワーナーミュージック・ジャパンからメジャーデビューした。12月、TikTok 流行語大賞2021の大賞を受賞。

2023年　8月、The Social Creators Label Be に所属。ゆでたまご安井とのユニット名を「なかねかな。」と改名し、個人名「なかねかな」と区別することを発表した。

2024年　8月、ゆでたまご安井がリキッドルームでのワンマンライブを最後にユニットを脱退した。
2025年　3月より、DAMチャンネル（第一興商）のカラオケ音源協力を得て、毎週水曜20:00よりカラオケライブの生配信を行っている。

## ディスコグラフィー

### 配信限定シングル
| 発売日         | タイトル                        | レーベル                       | 作詞                                                                   | 作曲                                                                   | 編曲              | MV     | LIVE   |
| -------------- | ------------------------------- | ------------------------------ | ---------------------------------------------------------------------- | ---------------------------------------------------------------------- | ----------------- | ------ | ------ |
| 2021年7月16日  | モテすぎて草、誘ってて森        | ワーナーミュージック・ジャパン | なかねかな                                                             | ゆでたまご安井                                                         |                   | [ 11 ] |        |
| 2021年8月27日  | AWA                             | ワーナーミュージック・ジャパン | なかねかな 遠坂めぐ                                                    | 遠坂めぐ                                                               | 太田貴之          | [ 12 ] |        |
| 2021年11月5日  | ビジネスパートナー              | ワーナーミュージック・ジャパン | なかねかな                                                             | ゆでたまご安井                                                         |                   | [ 13 ] |        |
| 2021年12月6日  | ハッピーバースデー己            | ワーナーミュージック・ジャパン | なかねかな                                                             | ゆでたまご安井                                                         | 鈴木Daichi秀行    | [ 14 ] | [ 15 ] |
| 2022年4月8日   | じゃんけん恋                    | ワーナーミュージック・ジャパン | ゆでたまご安井                                                         | ゆでたまご安井                                                         | 鈴木Daichi秀行    | [ 16 ] |        |
| 2022年9月16日  | demo                            | ワーナーミュージック・ジャパン | なかねかな                                                             | ゆでたまご安井                                                         | 原口沙輔          | [ 17 ] | [ 18 ] |
| 2022年11月25日 | daga                            | ワーナーミュージック・ジャパン | なかねかな                                                             | ゆでたまご安井                                                         | fino studio tokyo | [ 19 ] |        |
| 2022年11月25日 | おしり派                        | ワーナーミュージック・ジャパン | なかねかな                                                             | 遠坂めぐ ゆでたまご安井                                                |                   | [ 20 ] |        |
| 2023年1月20日  | 胸元からニジマス                | ワーナーミュージック・ジャパン | なかねかな                                                             | ゆでたまご安井                                                         | 鈴木Daichi秀行    | [ 21 ] | [ 22 ] |
| 2023年1月27日  | あ、そこ                        | ワーナーミュージック・ジャパン | なかねかな                                                             | ゆでたまご安井                                                         |                   | [ 23 ] |        |
| 2023年8月1日   | blue                            | The Social Creators Label Be   | なかねかな                                                             | 遠坂めぐ                                                               | 太田貴之          | [ 24 ] |        |
| 2023年8月1日   | SAUNA PARTY                     | The Social Creators Label Be   | なかねかな                                                             | ゆでたまご安井                                                         | SATOJI / Nyse.S.W | [ 25 ] | [ 26 ] |
| 2023年8月1日   | マッスルコール                  | The Social Creators Label Be   | なかねかな                                                             | ゆでたまご安井                                                         | がんばれまさしげ  | [ 27 ] |        |
| 2023年8月2日   | ライブ体操第一                  | The Social Creators Label Be   | なかねかな                                                             | ゆでたまご安井                                                         | SATOJI / Nyse.S.W | [ 28 ] | [ 29 ] |
| 2023年10月12日 | 恋するモンダミン                | The Social Creators Label Be   | なかねかな                                                             | ゆでたまご安井                                                         | maeshima soshi    | [ 30 ] |        |
| 2023年11月30日 | ナレソメ                        | The Social Creators Label Be   | なかねかな                                                             | ゆでたまご安井                                                         | 岩崎隆一          | [ 31 ] |        |
| 2024年1月31日  | 理解理解                        | The Social Creators Label Be   | なかねかな                                                             | ゆでたまご安井                                                         | SHOW-SKA          | [ 32 ] |        |
| 2024年2月25日  | CHICCHAI FUTSAL (feat.BACKSHOW) | OIKOS MUSIC                    | なかねかな・BACKSHOW・Ryo'LEFTY'Miyata・コバヤシユウジ・tadd kagatsume | なかねかな・BACKSHOW・Ryo'LEFTY'Miyata・コバヤシユウジ・tadd kagatsume |                   | [ 33 ] | [ 34 ] |
| 2024年3月29日  | ドンドドンド音頭                | The Social Creators Label Be   | なかねかな・meiyo                                                      | meiyo                                                                  |                   | [ 35 ] | [ 36 ] |
| 2024年6月14日  | I'm yasu                        | OIKOS MUSIC                    | ゆでたまご安井                                                         | ゆでたまご安井                                                         |                   | [ 37 ] |        |
| 2024年7月5日   | VS己                            | The Social Creators Label Be   | なかねかな                                                             | ゆでたまご安井                                                         | 岩瀬良介          | [ 38 ] | [ 39 ] |
| 2024年8月1日   | 人不適合社会                    | OIKOS MUSIC                    | なかねかな                                                             | ゆでたまご安井                                                         | 佐々木喫茶        | [ 40 ] | [ 41 ] |
| 2025年5月28日  | まぁいっか                      | なかねかな。                   | なかねかな                                                             | ゆでたまご安井・ さわっくま                                            | さわっくま        | [ 42 ] |        |
| 2025年6月25日  | わたし推し                      | なかねかな。                   | なかねかな                                                             | さわっくま                                                             | さわっくま        | [ 43 ] |        |

### ミュージックビデオ
| 公開日         | タイトル                     | 作詞       | 作曲           | 編曲              | 監督     | MV     |
| -------------- | ---------------------------- | ---------- | -------------- | ----------------- | -------- | ------ |
| 2021年2月13日  | 地獄で逢いましょう           | 遠坂めぐ   | 遠坂めぐ       | 太田貴之          | 太田貴之 | [ 44 ] |
| 2021年10月11日 | 2021年クソングメドレー       | なかねかな | ゆでたまご安井 | 遠坂めぐ          |          | [ 45 ] |
| 2023年3月27日  | ラインモのご依頼ンモ         | なかねかな | ゆでたまご安井 |                   |          | [ 47 ] |
| 2023年6月29日  | SAUNA PARTY 生演奏ver        | なかねかな | ゆでたまご安井 | SATOJI / Nyse.S.W | 野村陽   | [ 48 ] |
| 2023年8月6日   | demo 霜降り明星せいや ver    | なかねかな | ゆでたまご安井 | 原口沙輔          |          | [ 49 ] |
| 2023年8月29日  | demo ブチギレ氏原 ver        | なかねかな | ゆでたまご安井 | 原口沙輔          |          | [ 50 ] |
| 2023年9月29日  | demo 広島 ver                | なかねかな | ゆでたまご安井 | 原口沙輔          | 恭平     | [ 51 ] |
| 2023年10月26日 | 夢                           | なかねかな | ゆでたまご安井 |                   | 恭平     | [ 52 ] |
| 2024年6月8日   | おい笑える ピアノアレンジver | なかねかな | なかねかな     |                   |          | [ 53 ] |

### タイアップ
| 起用年 | 楽曲                 | タイアップ                                                               | 音源   |
| ------ | -------------------- | ------------------------------------------------------------------------ | ------ |
| 2023年 | ラインモのご依頼ンモ | ソフトバンク株式会社 ラインモのご依頼ンモ インフルエンサーキャスティング | [ 55 ] |
| 2023年 | 恋するモンダミン     | アース製薬株式会社 モンダミン コラボレーションソング                     | [ 57 ] |
| 2023年 | 夢                   | アコム株式会社 コラボレーションソング                                    | [ 59 ] |

## 主な出演

### 舞台
- アマチュアナイト（2018年3月、4月、アポロシアター）
- ミュージカル『小公女セーラ』ベッキー役（2019年11月、滝野川会館）[4][5]
- 『滝の白糸』（2020年11月、すみだパークシアター倉）
- ミュージカル『ドリームガールズ』ミシェル・モリス役（2023年2月 - 3月、東京国際フォーラム ホールC他）
- オリジナル・ミュージカル『The Agent』ミリー・ローズ役（2023年12月 - 2024年1月、よみうりホール / 兵庫県立芸術文化センター 阪急中ホール）[60]

### テレビ
バラエティ
- いきなりマリッジ2『カナ』(2019年、AbemaTV)
- ツイスパTV ゲスト出演(2021年、ツイスパTV)
- 人生が変わる1分間の深イイ話(2021年、日本テレビ)
- 7.2 新しい別の窓(2021年、Abema TV)
- 教えてもらう前と後(2021年、MBS/TBS)
- ひまつぶ荘レギュラー出演（2022年4月22日、日本テレビ）
- 超多様性トークショー!なれそめ選（2022年7月16日、NHKEテレ）[61]
- スクール革命!（2022年8月14日、日本テレビ）
- ラヴィット!（2023年7月26日、TBS）[62]

音楽番組
- SUBSC MUSIC 2021夏「今何聴いてる?」(2021年、Abema TV)
- ZOOM UP!(2021年、MUSIC ON! TV)
- CDTV ライブ!ライブ!年越しスペシャル(2021年、TBS)
- PLAYLIST （2022年10月25日、TBS）[63]

情報番組
- めざまし8(2021年、フジテレビ)
- サンデージャポン(2022年、TBS)

### CM
- 瀬戸建設(2021年、愛媛ローカル)
- サントリー ビアボール(2022年、web)

### ラジオ
- JUMP UP MELODIES TOP20(2021年、TOKYO FM)
- あなたにハッピー・メロディ(2021年、ニッポン放送)
- wacciのドア開けてます！(2021年、2022年、FMヨコハマ)
- ON THE PLANET（2022年2月、JFN系ネット）
- なかねかなのまいどおおきに（2023年1月、Kiss FM KOBE『Kiss Music Presenter FRIDAY』内）
- NACK5 FAV FOUR（2023年1月25日、NACK5）[64]
- アコム Somethin'New（2023年11月、FM802）
- オンラジ!　Novel Coreの独創フライデー（2024年2月9日、MBS）[65]

## ライブ
- 2021年10月17日 - 第16回渋谷音楽祭2021～SHIBUYA MUSIC SCRAMBLE～
- 2021年12月31日 - CDTVスペシャル!年越しプレミアライブ 2021→2022(TBS)
- 2022年1月12日 - 性格の悪いネタをするライブ
- 2022年4月25日(東京)-GrasshopperVol.1
- 2022年6月5日 -  SAKAE SP-RING2022
- 2022年7月24日(香川)-Tik Toker Fes @TAKAMATSU
- 2022年9月4日(東京)-なかねかなｘシイナナルミ　ちょーたのしい無銭ライブ
- 2022年10月29日(大阪)-ショッピングセンター広場にて無料ミニライブ
- 2022年10月29日(大阪)-アマフェス　イベントミニライブ
- 2022年12月11日(東京)-なかねかな生誕祭SP ～今来たら古参～ライブ
- 2023年3月20日 - SNSで(たぶん)バズったフェス2023(NHK)
- 2023年4月15日(神戸)-開催！アコースティックフェスティバル
- 2023年4月16日（大阪）- 4月23日（東京） - なかねかな1st TOUR 身の丈に合わない大きさのライブハウスを借りてしまったが故集客できなかったら実家の車を売るライブ
- 2023年5月3日(東京)-肉フェス2023
- 2023年6月19日(東京)-十六代目梅雨将軍2manseriesライブ
- 2023年7月1日(大坂)-見放題2023 大阪
- 2023年7月17日(横浜)-CURRY&MUSIC JAPAN2023
- 2023年8月5日(滋賀)-ふるさと竜王夏まつり2023
- 2023年8月14日(東京)-コラボフェスティバルVol.1　主催者安井
- 2023年8月20日(大阪)-酔いどれ祭り2023
- 2023年8月20日(静岡)-駿府城夏祭り2023
- 2023年8月30日(東京)-渋谷のナイトナイト
- 2023年9月3日(東京)-クリエイターズフェスティバル2023
- 2023年9月16日(大坂)-KOYABU SONIC オープニングアクト
- 2023年10月8日(広島)-スーパーロックシティ2023
- 2023年10月5日(東京)-第2回ボランティア会「スナック」（ボラ限定ミーグリ）
- 2023年11月11日(愛知)-なかねかな初の4大都市ツアー「即完したらモンゴルに相撲をとりに行くライブツアー(ガチ)」[66]
- 2023年11月12日(京都)-同上
- 2023年11月18日(福岡)-同上
- 2023年12月17日(東京)-同上
- 2023年12月27日(横浜)-TOKYO COUNT DOWN 2023in YOKOHAMA
- 2024年1月21日(東京)-LIVEHOLICpresents."恋せよ男子2024"supported by激ロック＆Skream!
- 2024年1月27日(愛知)-EXECUTIVE GAMERS PARTY スペシャルライブ
- 2024年2月2日(愛知)-対バン相手からもらったものだけで最終的に闇鍋するライブツアー
- 2024年2月3日(愛知)-でらロックフェスティバル2024
- 2024年2月4日(大阪)-闇鍋ツアー
- 2024年2月9日(東京)-闇鍋ツアー
- 2024年2月12日(東京)-バレンタインサーキット！ちょこフェス2024！9周年スペシャル！
- 2024年2月18日(東京)-BACKSHOW presents 「DAGO余韻」ゲスト出演
- 2024年2月24日(東京)-闇鍋ツアー
- 2024年3月10日(大阪)-闇鍋ツアー
- 2024年3月29日(東京)-闇鍋ツアー
- 2024年8月17日(東京 恵比寿LIQUIDROOM) なかねかな。ワンマンライブ『飲み会で夢語ってたらベロベロになって潰れちゃって起きたらリキッドルーム決まっててんけどどうすんの？これ(汗)』[67]
- 2024年10月20日（広島 福山大学）学園祭
- 2024年10月26日（東京 サンリオピューロランド）スポーキンナイトLIVE　24:40〜
- 2024年12月6日（東京 恵比寿クレアート) なかねかな生誕祭 ハッピーバースデー己〜唯一いた相方も消えて  冬〜[68]
- 2025月8月15日（東京 恵比寿LIQUIDROOM)　なかねかなふるさと納税〜完売したら、なかねが北海道まで行ってみんなのためにとうもろこしを収穫してくるライブ[69]

## 受賞歴
- TikTok 流行語大賞2021「モテすぎて草、誘ってて森」[8]